# Libnotes (Goniodineura) veitchi
Libnotes (Goniodineura) veitchi is een tweevleugelige uit de familie steltmuggen (Limoniidae). De soort komt voor in het Australaziatisch gebied.